# Emperor of the North
Emperor of the North is een Amerikaanse avonturenfilm van Robert Aldrich die werd uitgebracht in 1973.
De film is gebaseerd op het boek From Coast to Coast with Jack London van Leon Ray Livingston.

## Verhaal
1933. Oregon, tijdens de Grote Depressie. De meedogenloze treinconducteur Shack haat hartstochtelijk de dakloze arbeiders die rondzwerven op zoek naar werk en eten door clandestien op goederentreinen te springen. Deze bloeddorstige bullebak verdraagt niet dat landlopers zich aan boord wagen van 'zijn' trein. Hij schrikt hen af of gaat hen te lijf met een gans arsenaal van wapens zoals stalen staven, kettingen en hamers. Verstekelingen die toch ontsnapt zijn aan zijn waakzaamheid gooit hij nog het liefst uit de rijdende trein. 
A No. 1, een stoutmoedige landloper, kondigt aan dat hij als allereerste de hele rit naar Portland aan boord van Shacks trein zal maken zonder eruit gegooid te worden. Indien hij daarin slaagt zullen de andere landlopers hem de titel van 'Emperor of the North' verlenen. Wanneer dit vermetel plan Shack ter ore komt staat hij paf. Het komt tot een gewelddadige confrontatie ...

## Rolverdeling
| Acteur            | Personage          |
| ----------------- | ------------------ |
| Lee Marvin        | A-No.-1            |
| Ernest Borgnine   | Shack              |
| Keith Carradine   | Cigaret            |
| Charles Tyner     | Cracker            |
| Matt Clark        | Yardlet            |
| Liam Dunn         | Smile              |
| Simon Oakland     | de politieman      |
| Malcolm Atterbury | Hogger             |
| Elisha Cook, Jr.  | Gray Cat           |
| Harry Caesar      | Coaly              |
| Vic Tayback       | Yardman            |
| Hal Baylor        | helper van Yardman |
| Joe Di Reda       | Ringer             |